# Oxalá

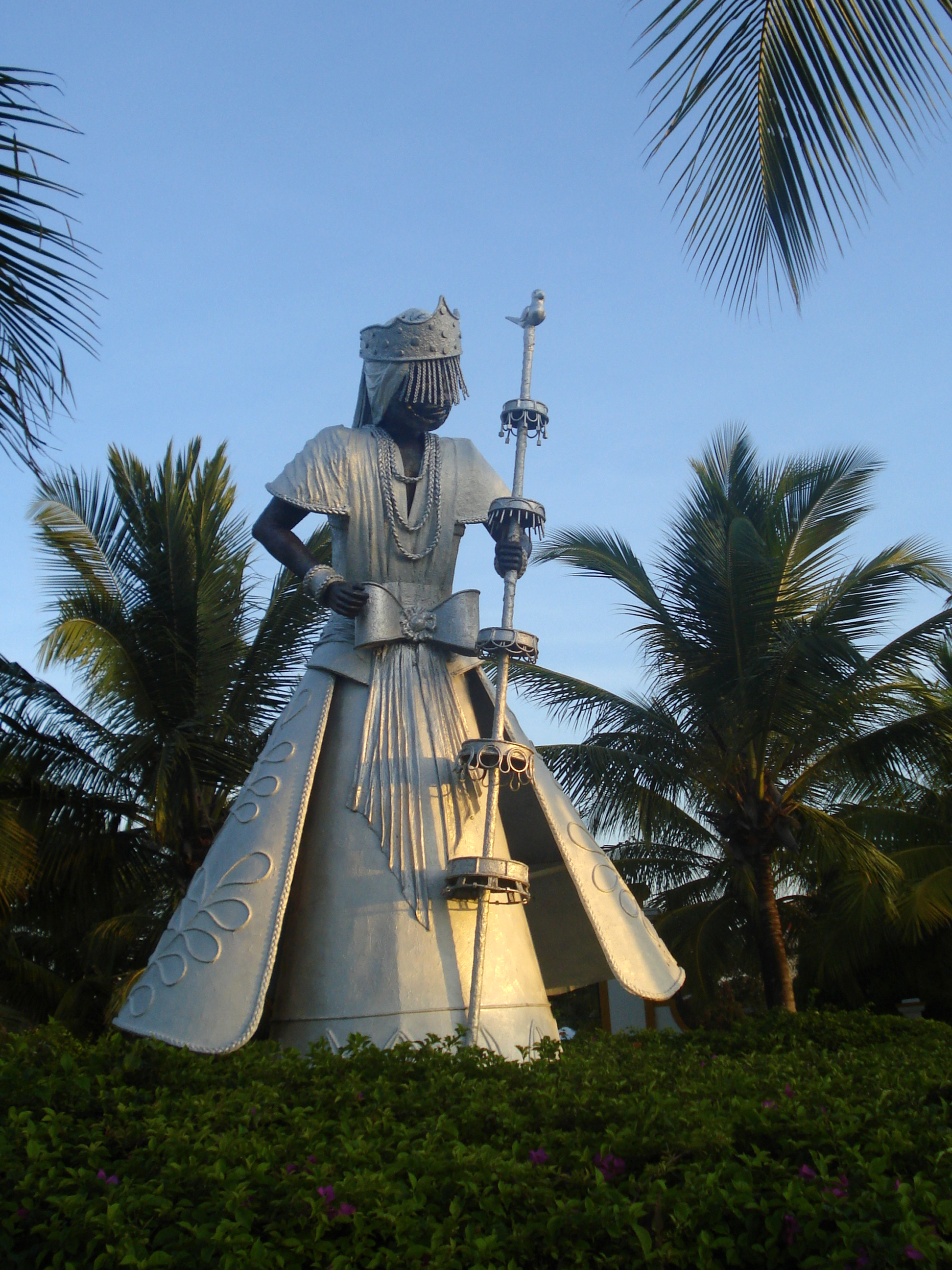
Statue représentant Oxalá avec son bâton à Costa do Sauípe, Mata de São João, Bahia, Brésil.

Oxalá est une divinité du candomblé brésilien.
Obatala est aussi la divinité de la vie et de la pureté.
Il vient du dieu yoruba Obàtálá, dieu créateur et dieu des morts.
Sa couleur est le blanc. Lui sont consacrés le lait et le lait de coco. Il préside la famille, l'enfance et la vieillesse. Ses femmes sont Nanan (pt) et Iemanjá. Le syncrétisme avec le catholicisme le réunit à Jésus Christ (le Senhor do Bonfim).